# 白歐石楠
白歐石楠（Erica arborea）是一種常綠灌木，一般高約 1-4 公尺，有標本可達 7 公尺高。花色白，小花，長於酸性土壤。白歐石楠一般生長於環地中海地區的灌木地帶，西至葡萄牙及加納利和馬德拉群島、以至非洲緊連着的地帶，例如：埃塞俄比亞高原、魯文佐里山脈和喀麥隆山脈。
白歐石楠的木非常堅硬，而且抗熱能力很強，所以常用於製作煙斗或刀柄。日常生活所講的「石楠木」，一般都指白歐石楠，但有時亦指其他高身的歐石楠屬樹木，例如：葡萄牙石楠。

## 圖庫

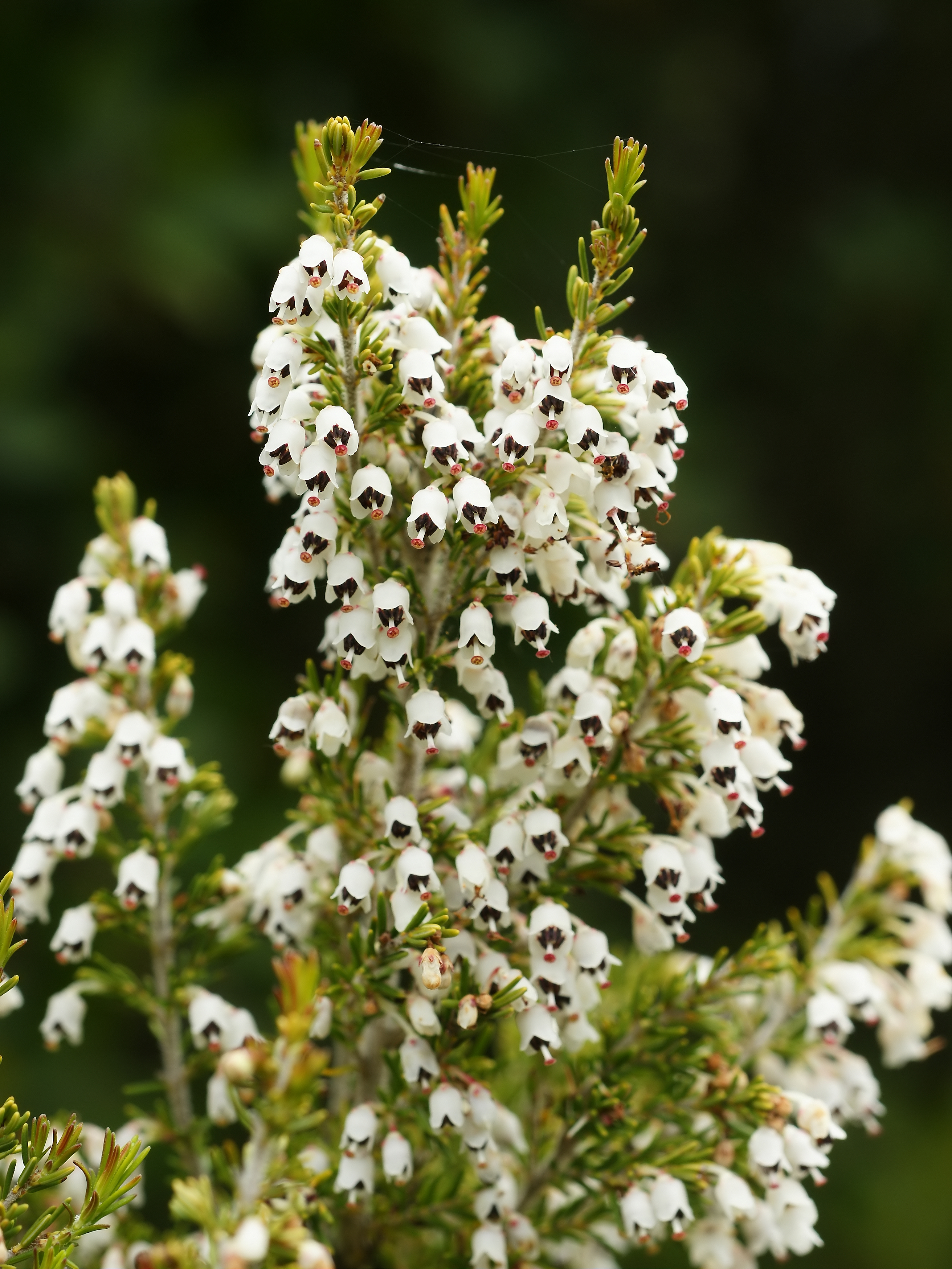
白歐石楠的花